# Ithomia katherineae
Ithomia katherineae är en fjärilsart som beskrevs av Fox 1941. Ithomia katherineae ingår i släktet Ithomia och familjen praktfjärilar. Inga underarter finns listade i Catalogue of Life.